# Jan Dibbets
Jan Dibbets (Weert, 9 maggio 1941) è un artista olandese, e uno dei principali esponenti dell’arte concettuale europea. Vive e lavora ad Amsterdam.

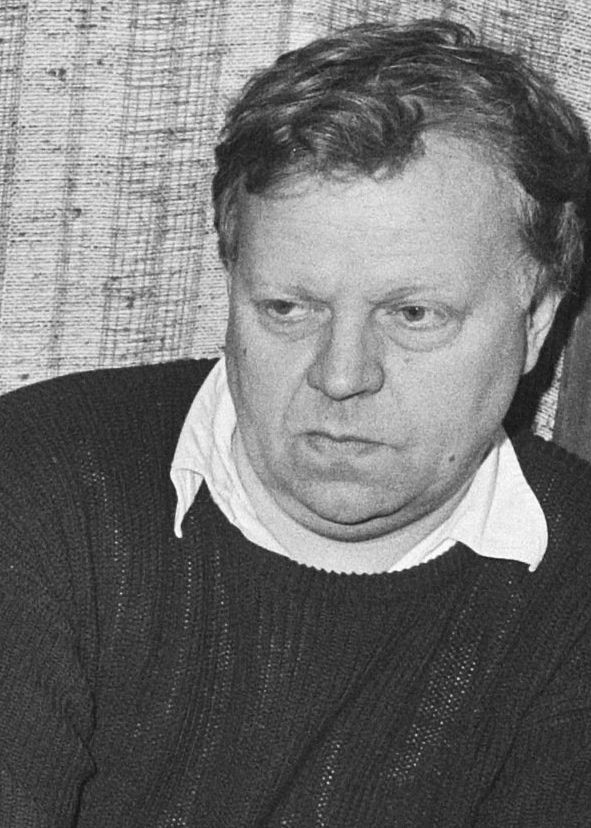
Jan Dibbets, 1986

Dopo aver studiato all'accademia di Belle Arti di Tilburg (1959-1963) proseguì gli studi a Londra alla Saint Martin's School of Art.  Le prime tele monocrome sono influenzate dalle scomposizioni spaziali di Piet Mondrian; a partire dal 1967 prosegue le proprie ricerche sulla manipolazione e percezione dello spazio e della luce utilizzando prevalentemente la fotografia e, negli anni '70, allargando per un certo periodo le ricerche al video. Inizialmente vicino alle esperienze della Land Art e dell'amico Richard Long con opere eseguite nel paesaggio (e.g. la partecipazione alla collettiva Arte povera - azioni povere, Amalfi '68), Dibbets manifesta una attitudine prevalentemente ordinatrice e razionalistica nell'esplorazione dei meccanismi percettivi che da Mondrian discende fino ai paesaggi e agli interni olandesi del '600. Dopo il suo ritorno in Olanda realizza diversi cicli di opere tra cui Plough Projects, Beach Projects e Perspective Corrections; questi ultimi lavori, realizzati nel 1969, hanno contribuito in larga misura alla sua fama. La ripetizione all'interno di leggeri scarti prospettici e luminosi è un elemento frequente ed essenziale in riferimento alla tensione tra visione e illusione, dove il confronto è con tutta la cultura rappresentativa dell'arte occidentale, dalla prospettiva rinascimentale a Monet. Dagli anni '80 gli elementi architettonici entrano in tensione percettiva con l'anamorfosi delle riproduzioni fotografiche applicate direttamente, senza altri supporti, a pareti, soffitti e pavimenti, finché negli anni '90 l'attenzione di Dibbets sembra concentrarsi sul tema della finestra, altro luogo simbolico della storia dell'arte e dell'arte nordica in particolare.
Nel 1972 realizza una mostra personale al padiglione olandese della Biennale di Venezia curato da Edy de Wilde.
Le opere di Jan Dibbets sono conservate in diverse collezioni museali tra le quali: Castello di Rivoli a Torino, De Pont Museum a Tilburg, Walker Art Center a Minneapolis, Tate Gallery di Londra, Van Abbemuseum a Eindhoven.

## Libro
- Domaine d'un rouge-gorge/Sculpture 1969, Robin Redbreast's Territory/Sculpture 1969 Ed. Zédélé, collection Reprint, 2014 [1970], ISBN 978-2-915859-45-4